# Doris Miles Disney
Doris Miles Disney (Glastonbury, 22 dicembre 1907 – Fredericksburg, 9 marzo 1976) è stata una scrittrice statunitense.

## Biografia
Nata nel Connecticut, si è impiegata presso una compagnia di assicurazioni. Si è quindi trasferita in Virginia in seguito al matrimonio. L'unica figlia è nata nel 1943, anno della pubblicazione del suo primo romanzo: A Compound for Death. Durante la seconda guerra mondiale, suo marito ha prestato servizio nella Marina degli Stati Uniti ed è morto. Rimasta vedova, ha deciso di continuare a scrivere. Fino al 1976, anno della sua morte, ha pubblicato una cinquantina di romanzi, l'ultimo dei quali, Winifred, postumo. Di questa produzione, numerosi titoli hanno avuto trasposizioni cinematografiche o televisive.
Nei suoi libri ha preferito scrivere storie indipendenti; tuttavia ha creato tre personaggi che costituiscono altrettante serie di romanzi. Essi sono Jim O'Neil, Jeff DiMarco e David Madden, tutti investigatori non di professione, ma ispirati dal vissuto dell'autrice nei settori della pubblicità e delle assicurazioni
.

## Opere

### Serie Jim O'Neill
- A Compound for Death, 1943
- Murder on a Tangent, 1945
- Appointment at Nine, 1947
- Fire at Will, 1950
- The Last Straw, 1954
  - Delitto fuori tempo, La Tecnografica, I gialli segreti n. 83 1965

### Serie Jeff DiMarco
- Dark Road 1946
- Family Skeleton, 1949
  - Lo scheletro di famiglia, Garzanti, Milano 1957
- Straw Man, 1951
  - L'uomo di paglia, Mondadori, Milano 1953, I Classici del Giallo Mondadori n. 261, 1977
- Trick or Treat 1955
- Method in Madness 1957
- Did She Fall or Was She Pushed? 1959
- Find the Woman 1962
- The Chandler Policy, 1971
  - La polizza Chandler, Il Giallo Mondadori n. 1223, 1972

### Serie David Madden
- Unappointed Rounds, 1956
  - La posta in gioco, traduzione di Stefano Benvenut, Il Giallo Mondadori n. 1296, 1973
- Black Mail 1958
- Mrs. Meeker's Money 1961

### Altri romanzi
- Who Rides a Tiger 1946
- Enduring Old Charms 1947
- Testimony by Silence  1948
- That Which Is Crooked 1948
- Count the Ways 1949
- Look Back on Murder 1951
  - Testimone oculare, Il Giallo Mondadori n. 237, 1953;  traduzione di Nilda Cappella, I Classici del Giallo Mondadori n. 1221, 2009
- Heavy, Heavy Hangs 1952
  - Verdetto: suicidio, Garzanti, Milano 1955
- Do Unto Others 1953
- Prescription: Murder 1953
- Room for Murder 1955
  - Segugi si nasce, Il Giallo Mondadori n. 686, 1962;
- My Neighbor's Wife 1957
- No Next of Kin 1959
- Too Innocent to Kill 1959
  - La pazza di Franklin House, Il Giallo Mondadori n. 1474, 1977
- Dark Lady 1960
- Should Auld Acquaintance 1962
- Here Lies… 1963
- The Departure of Mr. Gaudette 1964
  - Addio, addio, Mister Gaudette!, Il Giallo Mondadori n. 861, 1965
- The Hospitality of the House 1964
  - Appuntamento al cimitero, Il Giallo Mondadori n. 843, 1965
- Shadow of a Man 1965
  - Per un indizio da nulla, Il Giallo Mondadori n. 1052, 1969
- At Some Forgotten Door 1966
- The Magic Grandfather 1966
- Night of Clear Choice 1967
- Money for the Taking 1968
  - Sapore di fiele, Il Giallo Mondadori n. 1041, 1969
- Voice from the Grave 1968
  - Vietato ai minori di 18 anni, Il Giallo Mondadori n. 1132, 1970
- Two Little Children and How They Grew 1969
- Do Not Fold, Spindle, or Mutilate 1970
  - Giochi pericolosi, Il Giallo Mondadori n. 1193, 1971
- Three's a Crowd 1971
  - Assassinio in effigie, Il Giallo Mondadori n. 1243, 1972
- The Day Miss Bessie Lewis Disappeared 1972
- Only Couples Need Apply 1973
  - Lunga estate di paura, Il Giallo Mondadori n 1321, 1974
- Don't Go Into the Woods Today 1974
  - Non andare nel bosco, oggi, Il Giallo Mondadori n. 1510, 1978
- Cry for Help 1975
  - Una voce lontana, Il Giallo Mondadori n. 1407, 1976
- Winifred 1976

### Racconti
- Ghost of a Chance (1954)
- Vacation Trip (1983), postumo
- Afternoon Drive (1983), postumo

## Filmografia
Sceneggiatura o soggetto
- 1950: La strada buia, dal romanzo Dark Road, regia di Marino Girolami e Sidney Salkow;
- 1950: Stella (in italiano Una famiglia sottosopra), dal romanzo Family Skeleton, regia di Claude Binyon[4];
- 1953: The Straw Man, dal romanzo Straw Man, regia di Donald Taylor;
- 1971: Do Not Fold, Spindle, or Mutilate, film TV dal romanzo omonimo, regia di Ted Post;
- 1974: Betrayal, film TV dal romanzo Only Couples Need Apply, regia di Gordon Hessler;
- 1977:Yesterday's Child, film TV dal romanzo Night of Clear Choice, regia di Corey Allen, Bob Rosenbaum e Jerry Thorpe;